# Johannes von Valkenburg

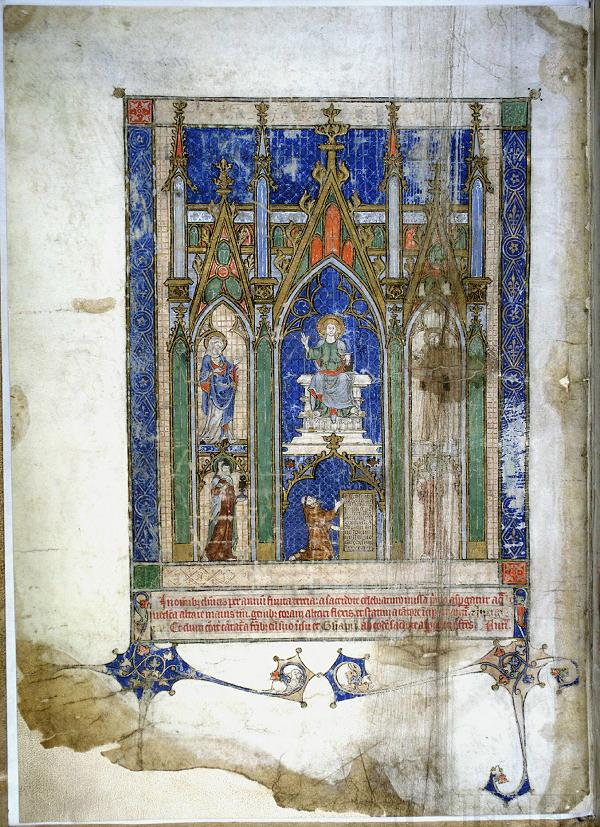
Frontispice van het graduale van Johannes von Valkenburg.

Johannes von Valkenburg was een kopiist en miniaturist van het einde van de dertiende eeuw, een minoriet en waarschijnlijk afkomstig uit Valkenburg, nu gelegen in Nederlands Limburg, historisch in het Land van Valkenburg. Hij is vooral bekend voor het schrijven van de tekst, de muzieknotatie en het verluchten van twee franciscaanse gradualen die nu bewaard worden in de Erzbischöfliche Diözesan- und Dombibliothek in Keulen (Ms. 1001B) en in de Universitäts- und Landesbibliothek in Bonn (Ms. 384).

## Biografie
Over Johannes von Valkenburg is weinig bekend, behalve dat hij broeder was bij de minorieten in Keulen, waar hij de twee handschriften vervaardigde. We kennen zijn identiteit uit de frontispice bladzijde van het graduale, waarop hij zichzelf heeft afgebeeld in het gezelschap van de heilige Clara en de heilige Bonaventure, onder de troon van Christus die geflankeerd wordt door Maria en de heilige Franciscus. Hij noteerde daarbij Ego frater Johannes de Valkenburg scripsi et notavi et illuminavi istud graduale et complevi anno Domini millesimo ducentesimo LXXXX nono (Ik broeder Johannes van Valkenburg schreef, noteerde en verluchtte dit graduale en voltooide het in het jaar Onzes Heren 1299).

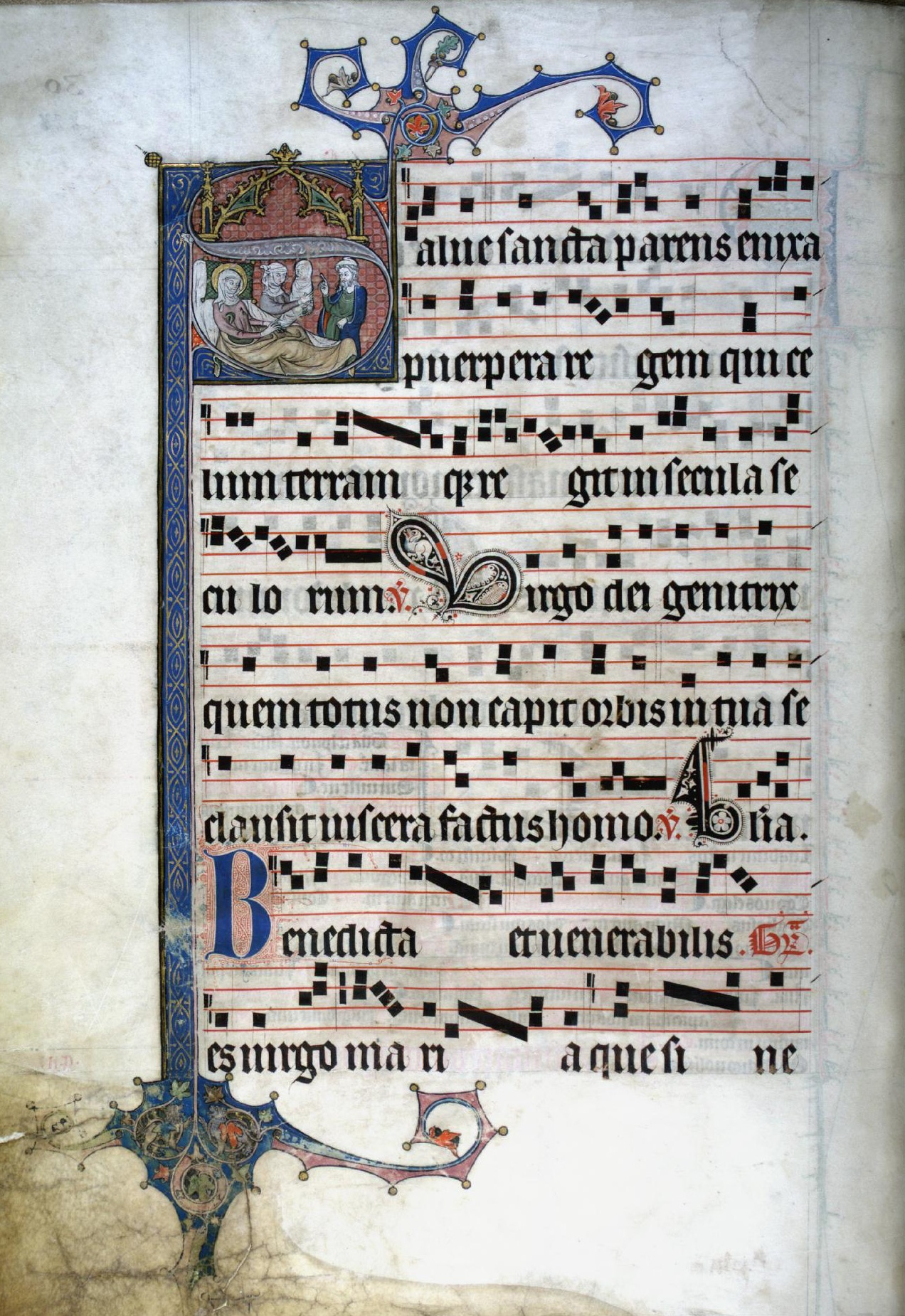
Graduale van Keulen, de geboorte van Maria, f227r.

## Stijl
Frater Johannes werkte in de hooggotische stijl die afkomstig was uit het Maasland en het Luikse, maar die gestoeld was op voorbeelden uit Parijs van de zogeheten Sainte-Chapelle-groep. Maar hij was niet de man die deze stijl in Keulen introduceerde. Er zijn twee psalters bekend die in deze stijl verlucht werden en in de jaren 1280 werden gemaakt. Die psalters, die voor de franciscanen in Keulen werden vervaardigd, bevinden zich nu in de Walters Art Museum in Baltimore (W.41 en W.111).
Bij de sierinitialen gebruikt Johannes frequent een architectonische omlijsting die gebaseerd is op de kerkvensters van de toenmalige Heilig Kruiskerk van de dominicanen en architectonische motieven uit de bouwfase van de Keulse dom onder Meester Arnold (1280/1295-1301). Johannes von Valkenburg liet de versierde initialen uitlopen in een staafvormige rand langs de tekst die boven en onderaan tot zijdelingse takken uitgroeide. De uiteinden van de takken werden versierd met kleine gouden bolletjes, de zogenaamde engrêlé. Hier en daar werden drôleries en allerlei dieren en vogels in deze initiaaluitlopers verwerkt.

## Weblinks
- Codex 1001b. Online bekijken.
- W.41: Keuls psalter op de website van het Walters Art Museum
- W.111: Franciskaans psalter. op de website van het Walters Art Museum